# Insidious: The Last Key
Insidious: The Last Key (también conocida como La noche del demonio: La última llave en Hispanoamérica e Insidious: La última llave en España) es una película de terror sobrenatural estadounidense de 2018 dirigida por Adam Robitel y escrita por Leigh Whannell. Es producido por Jason Blum, Oren Peli, y James Wan. Es la cuarta entrega de la franquicia Insidious, y la segunda en términos de la cronología. Está protagonizada por Lin Shaye, Angus Sampson, Leigh Whannell, Spencer Locke, Caitlin Gerard, y Bruce Davison.
La película fue lanzada en los Estados Unidos el 5 de enero de 2018 por Universal Pictures. Ha recaudado $167 millones en todo el mundo y recibido críticas mixtas de los críticos, que elogiaron el desempeño de Shaye pero afirmaron que la franquicia había seguido su curso.

## Argumento
En 1953, Elise Rainier vive en Five Keys, Nuevo México con sus padres Audrey y Gerald y su hermano menor Christian. Una noche, Elise se encuentra con un fantasma en la habitación de ella y Christian. Asustada, Christian busca un silbato que su madre le dio para pedir ayuda, pero no puede encontrarlo. Gerald, furioso, golpea a Elise y la encierra en el sótano. Allí, Elise abre una puerta roja misteriosa y es poseída brevemente por un espíritu demoníaco. Cuando Audrey viene a investigar, el demonio la mata.
En 2010, Elise trabaja como investigadora paranormal con sus colegas Specs y Tucker en California. Un hombre llamado Ted Garza llama diciendo que ha estado experimentando una actividad paranormal en su casa. Al darse cuenta de que es el hogar de su infancia, Elise se marcha para ayudarlo. A su llegada, Ted explica que han ocurrido muchos incidentes paranormales, principalmente en su antiguo dormitorio. Esa noche, Elise encuentra el silbato perdido de Christian, pero desaparece de nuevo después de encontrarse con un espíritu femenino. Elise le dice a Specs y Tucker que ella había visto el espíritu antes cuando era una adolescente. Después, Elise huyó de la casa por temor a otra golpiza de su padre, abandonando a Christian.
A la mañana siguiente, Elise, Tucker y Specs se encuentran con Melissa e Imogen, las hijas de Christian. Christian todavía está furioso con Elise por abandonarlo. Con la esperanza de reparar su relación, Elise le da a Melissa una foto del silbato, diciéndole que se la muestre a Christian. Más tarde, Elise y Tucker descubren una habitación oculta en el sótano. En el interior, descubren a una joven detrás detenida presa. Ted entra en la habitación y revela que él es el responsable. Bloquea al grupo e intenta matar a Specs, pero Specs gana ventaja y lo mata en defensa propia.
Algún tiempo después, después de que la policía limpia la casa, Christian y sus hijas entran para encontrar el silbato. En el sótano, Melissa es atacada por el demonio del pasado de Elise, conocida como "Key Face". Key Face la envía a un estado de coma y la llevan al hospital, con su conciencia ahora atrapada en el reino espiritual de "The Further".
Tratando de salvar a Melissa, Elise busca en la casa y descubre maletas ocultas que contienen pertenencias de muchas otras mujeres que habían sido recluidas como prisioneras, incluida la joven que había visto cuando era adolescente. Elise se da cuenta de que, al igual que Ted, su padre también secuestró a mujeres y las mantuvo en la habitación secreta. La mujer que vio cuando era adolescente, Anna, todavía estaba viva, y más tarde fue asesinada por Gerald. De repente, Elise es emboscada por Key Face y su espíritu es llevado al más allá.
Imogen, quien posee habilidades muy parecidas a Elise, ingresa a The Further con la ayuda de Specs y Tucker. Ella es guiada por el fantasma de Anna a una prisión donde Key Face tiene todas las almas que ha tomado, incluyendo a Melissa y Elise. Elise se da cuenta de que Key Face había estado controlando a Gerald y Ted, y se alimenta del miedo y el odio generado por las mujeres que secuestraron y asesinaron. Key Face trata de obligar a Elise a lastimar el espíritu de su padre como venganza por lo que ha hecho. Elise comienza a golpear a Gerald, pero Imogen la detiene y se niega a alimentar a Key Face con más odio. Key Face ataca a Elise, pero Gerald la salva antes de ser apuñalado por Key Face, y su alma desaparece.
Key Face apuñala a Melissa, causando que su cuerpo físico comience a morir. Él intenta poseer a Elise. Elise hace sonar el silbato, y el espíritu de Audrey llega, venciendo a Key Face. Con Melissa muriendo, se mueven para encontrar la salida de El más allá. Elise hace las paces con el espíritu de su madre y se despide. Abren una puerta y ven a un niño, Dalton Lambert, que también las ve. Al darse cuenta de que abrieron la puerta equivocada, la dejan abierta y el espíritu de Melissa regresa a su cuerpo en el mundo real, salvándole la vida. Elise e Imogen regresan al mundo real y se reúnen con Melissa y Christian. Christian perdona a Elise y ella le da el silbato.
Mientras duerme, Elise ve una visión de Dalton y el demonio rojo. Ella se despierta y recibe una llamada de una mujer llamada Lorraine. Elise había ayudado a su hijo años antes, y ahora su nieto Dalton necesita la misma ayuda. Elise está de acuerdo.

## Reparto
- Lin Shaye como Elise Rainier.
- Ava Kolker como la niña Elise.
- Hana Hayes como la adolescente Elise.
- Leigh Whannell como Steven "Specs".
- Angus Sampson como Tucker.
- Casey Lee Harris como el joven Tucker.
- Josh Stewart como Gerald Rainier.
- Caitlin Gerard como Imogen Rainier.
- Spencer Locke como Melissa Rainier.
- Tessa Ferrer como Aubrey Rainier.
- Kirk Acevedo como Ted Garza.
- Jerrika Hinton.
- Marcus Henderson como el Detective Whitfield.
- Bruce Davison como Christian Rainier.
- Amanda Jaros como Mara Jennings.
- Aleque Reid como Anna.
- Josh Wingate como el Hombre Ejecutado (Wayne Fisher).
- Javier Botet como KeyFace.
- Thomas Robie como el adolescente Christian.
- Agujerea Pope como el joven Christian.
- Ervin Azcárraga Jean como el Diablo.
- Craig Reed como el alma Perdida/Inmate.
- Bob Heslip como el alma Perdida/Inmate.
- Patrick Wilson como Josh Lambert
- Joseph Bishara como el Pintalabios-Demonio de Cara.

## Producción
El rodaje empezó en agosto de 2016, y acabó el mes siguiente.

## Lanzamiento
Insidious: Chapter 4 se estrenó el 5 de enero de 2018. Originalmente se pensaba lanzar el 20 de octubre de 2017, pero se reemplazó por otra producción de Blumhouse titulada Feliz día de tu muerte.

## Recepción

### Críticas
Insidious: The Last Key ha recibido generalmente reseñas mixtas de parte de la crítica y de la audiencia. En Rotten Tomatoes, la película posee una aprobación de 33%, basada en 83 reseñas, con una calificación de 5.1/10 y con un consenso crítico que dice: "Insidious: The Last Key ofrece a la estrella de la franquicia Lin Shaye otra oportunidad de bienvenida para tomar la iniciativa, pero sus esfuerzos no son suficientes para rescatar esta secuela sin inspiración". De parte de la audiencia, en el mismo sitio, ha recibido una aprobación de 53%, basada en 4750 votos, con una calificación de 3.3/5. En Metacritic le ha dado a la película una puntuación de 49 de 100, basada en 23 reseñas, indicando "reseñas mixtas". Las audiencias de CinemaScore le han dado una "B-" en una escala de A+ a F, mientras que en el sitio IMDb los usuarios le han dado una puntuación de 5.7/10, sobre la base de 37 095 votos.

### Taquilla
Al 4 de febrero de 2018, Insidious: The Last Key recaudó $66.8 millones en los Estados Unidos y Canadá, y $95.1 millones en otros territorios, por un total mundial de $161.9 millones, en comparación con un presupuesto de producción de $10 millones.
En los Estados Unidos y Canadá Insidious: The Last Key se lanzó junto con la amplia expansión de Molly's Game, y se proyectó que recaudará $20–22 millones de 3.116 salas en su fin de semana de estreno. La película recaudó $1.98 en las vistas previas del jueves por la noche. Pasó a $29.3 millones para el fin de semana, terminando segundo en la taquilla detrás de Jumanji: Welcome to the Jungle y marcando la segunda apertura más alta de la franquicia y recaudando, detrás del Chapter 2.